# イオン仙台店
イオン仙台店（イオンせんだいてん）は、かつて宮城県仙台市青葉区中央二丁目に存在した総合スーパー（GMS）である。店舗はイオン東北株式会社が運営し、「読売仙台ビル・新伝馬町中央通りビル」に入居していた。
2016年（平成28年）3月8日に前身となるダイエー仙台店が閉店し、同月11日よりイオン仙台店としてプレオープン、同月12日にグランドオープンした。東北地方のイオンブランドの店舗としては最古参店舗であり、2020年（令和2年）3月1日以降はイオン東北が運営する店舗の中で唯一の旧ダイエーの店舗だった。
2024年（令和6年）10月11日、イオン仙台店は読売仙台ビルとの賃貸契約の終了に伴い、翌年2月28日をもって閉店することが報道で明らかになり、その後予定通りに閉店を迎えた。賃貸契約の終了に伴う閉店で、営業不振などではないとされている。

## フロア構成
| 階  | フロア概要                                 |
| --- | ------------------------------------------ |
| 8F  | 専門店のフロア                             |
| 7F  | 専門店のフロア                             |
| 6F  | 家庭用品のフロア                           |
| 5F  | メンズのフロア                             |
| 4F  | チャイルド・レディスインナーのフロア       |
| 3F  | レディスのフロア                           |
| 2F  | レディスのフロア                           |
| 1F  | ファッション＆アクセサリー、医薬品のフロア |
| B1F | 家庭用消耗品・ファーストフードのフロア     |
| B2F | 食品のフロア                               |

テナントとして100円ショップのセリア、ブックオフスーパーバザー、手芸用品店のマブチなどが入っていた。ブックオフはさくら野百貨店より移転してきたものである
フードコートには餃子の王将、はなまるうどん、幸楽苑などが入っていた。 

## ダイエー仙台店

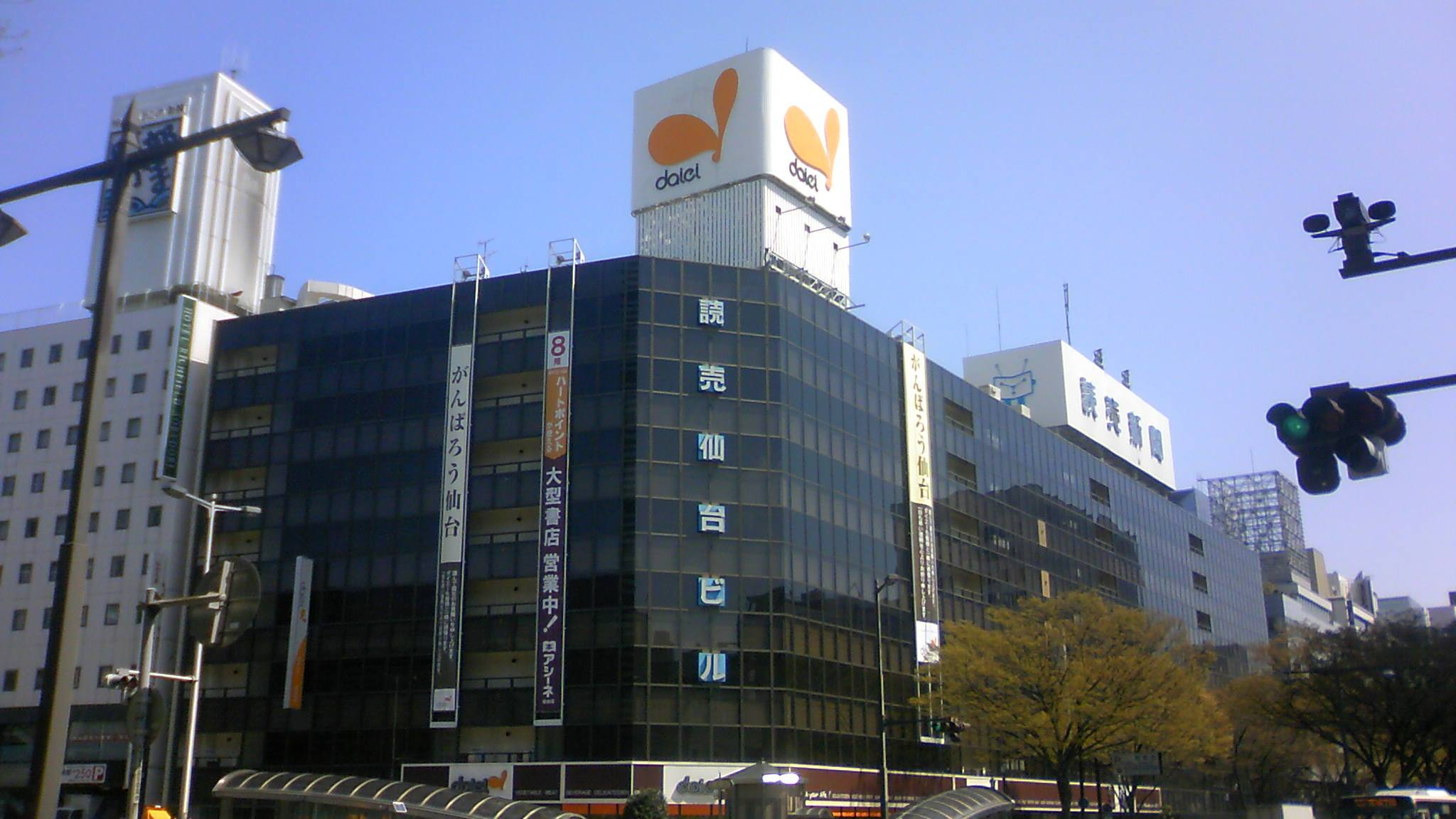
ダイエー時代の外観（2011年4月）

イオン仙台店の前身はダイエー仙台店である。1975年（昭和50年）9月9日に開店し、2016年（平成28年）3月8日に閉店した。これを引き継ぐ形でイオン仙台店が開店した。ダイエーにとっては2005年以降東北地方に残った唯一の店舗であり、本州最北端の主力店舗でもあった。店番号は「0285」だった。
東日本大震災が発生した2011年（平成23年）、ダイエー仙台店は震災から2日後の3月13日に店舗の一部の営業を再開した。これはこの付近のスーパーとして最も早い営業再開であり、店頭には食料品などの生活必需品を求める約3500人の買い物客の行列が発生し、さらにその後も1000人単位の行列ができる日が続いた。神戸が発祥であるダイエーは1995年（平成7年）の阪神・淡路大震災でも被災しており、その経験が東日本大震災での迅速な対応に生かされたと言われる。
以下の統計は、日経流通新聞及び日本経済新聞が調査して順位付けしたものである。仙台店は、ダイエー内及び日本全国のスーパーで売上が上位にランクインすることが多く、1987年（昭和62年）度の売上は、長らく1位を占めていたダイエー新潟店（2005年閉店）を抜いて200億6200万円を記録した。「スーパーの壁」と言われていた年商200億円の壁を破るという日本のスーパー業界として初めての偉業を成し遂げた。
| 年度   | スーパー業界 | ダイエー内 | 小売総合 | 売場面積 | 売上          |
| ------ | ------------ | ---------- | -------- | -------- | ------------- |
| 1982年 | 4位          | 2位        | なし     | 183位    | 154億6400万円 |
| 1983年 | 3位          | 2位        | なし     | 18位     | 155億2300万円 |
| 1984年 | 2位          | 2位        | なし     | 179位    | 163億1100万円 |
| 1985年 | 2位          | 2位        | なし     | 193位    | 173億2500万円 |
| 1986年 | 2位          | 2位        | なし     | 200位    | 182億1100万円 |
| 1987年 | 1位          | 1位        | なし     | 209位    | 200億6200万円 |
| 1988年 | 3位          | 2位        | なし     | 220位    | 199億9600万円 |
| 1989年 | 6位          | 4位        | なし     | 66位     | 200億3700万円 |
| 1990年 | 6位          | 4位        | なし     | 73位     | 200億9700万円 |
| 1991年 | 6位          | 4位        | 151位    | なし     | 195億5400万円 |
| 1992年 | 6位          | 4位        | 152位    | なし     | 204億0200万円 |
| 1993年 | 7位          | 5位        | 159位    | なし     | 191億1300万円 |

## 読売仙台ビル・新伝馬町中央通りビル
イオン仙台店およびその前身のダイエー仙台店は「読売仙台ビル」と「新伝馬町中央通りビル」の2棟の連接ビルに入居していた。青葉通り、東二番丁通り、中央通り、東三番丁通りに囲まれた街区の南半分に読売仙台ビルがあり、これには読売新聞東北総局も入居していた。一方、同街区の北東部に新伝馬町中央通りビル（ジョリビル）があった。
新伝馬町中央通りビル北側の中央通りは、かつては新伝馬町（しんてんまち）、現在は「クリスロード」と呼ばれるアーケード街で、仙台の中心部商店街の中でも歩行者通行量が多い歩行者専用道路である。この中央通りは南側の青葉通りより2メートルほど標高が高いため、新伝馬町中央通りビルの中央通り側の入口はセットバックして小規模な広場が設けられ、階段で数段降りる形になっていた。この広場はしばしば物販のイベントや、定禅寺ストリートジャズフェスティバルなどの音楽イベントのステージなどに利用されていた。
イオン閉店後の読売仙台ビルについては、東急不動産が主体となった再開発が検討されており、既存のビルを解体の上、テナントやオフィス、ホテルの進出が見込まれる。

## 沿革
- 1975年（昭和50年）
  - 7月、読売仙台ビルディングが竣工[13]。

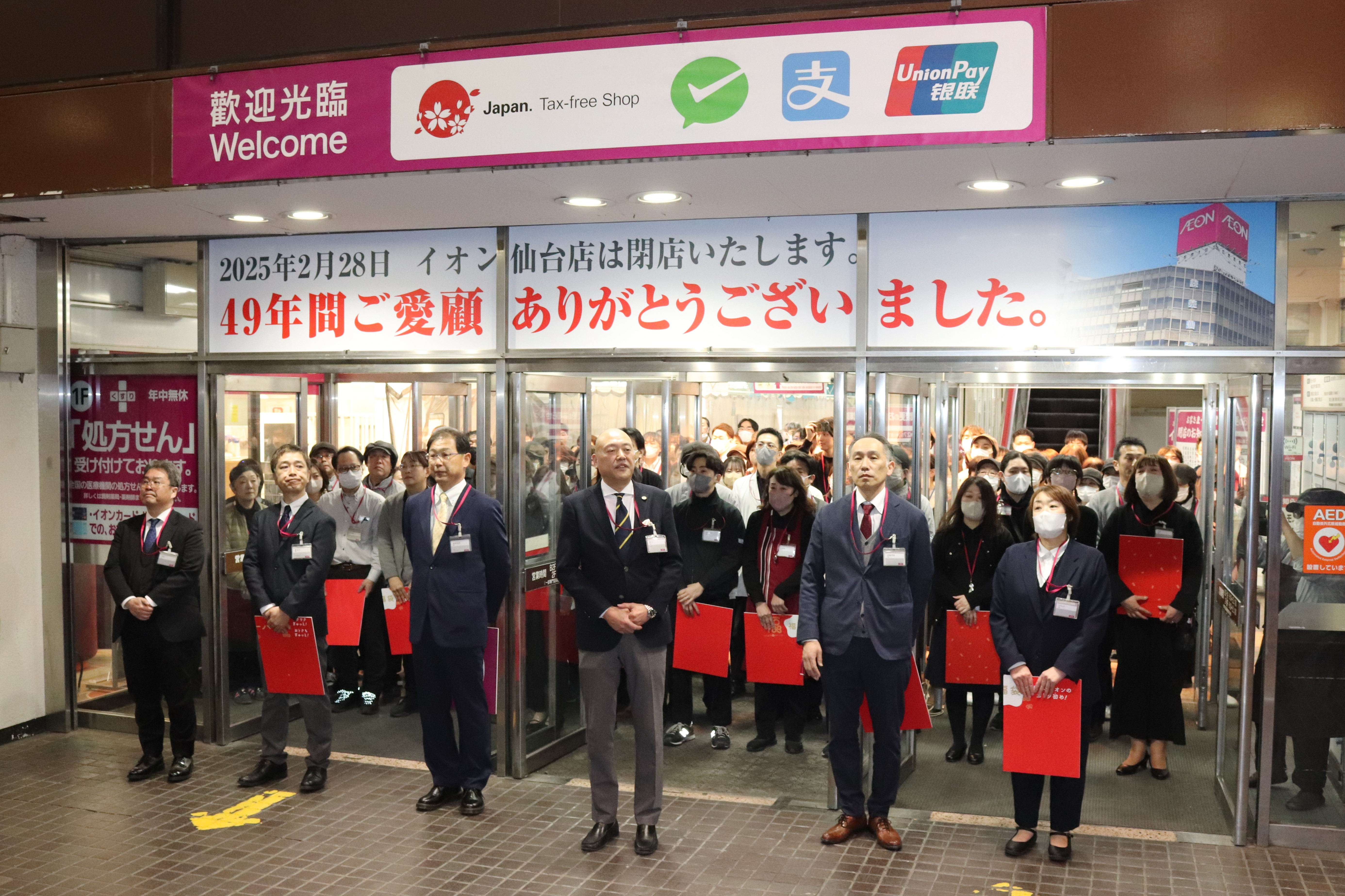
閉店時の店長挨拶（2025年2月28日）

  - 9月9日、ダイエー仙台店（ダイエーせんだいてん、仙台ショッパーズプラザ）開業。
- 1989年（平成元年）7月1日、2800㎡増床[14]。
- 1992年（平成4年）、2月期に約200億円で売上高最高を記録[15]。
- 2001年（平成13年）、リニューアル工事を実施
- 2011年（平成23年）
  - 2月27日、全面改装のため、同日より4日間営業休止[16]。
  - 3月3日、リニューアルオープン[17]。
  - 3月11日、東北地方太平洋沖地震（東日本大震災）で被災し、以降2日間休業。
  - 3月13日、営業再開[18]。
- 2016年（平成28年）
  - 3月1日、同店の営業権をイオンリテールに継承[19]。ダイエー仙台店で営業継続。
  - 3月8日 - ダイエー仙台店の営業終了。これで東北地方からダイエー店舗は完全になくなった[9]。
  - 3月11日 - イオン仙台店としてプレオープン。
  - 3月12日 - イオン仙台店グランドオープン。
- 2020年（令和2年）3月1日 - 同店の営業権をイオン東北（同日マックスバリュ東北から社名変更）に継承。
- 2025年（令和7年）2月28日 - 閉店[1]。

## アクセス
- 鉄道
  - 仙石線 あおば通駅の出口1から徒歩2分。
  - 仙台市地下鉄南北線・東西線 仙台駅の北4出入口から徒歩3分。
  - 仙台市地下鉄南北線 広瀬通駅の東1出入口から徒歩4分。
  - JR仙台駅の西口から徒歩7分。
- バス
  - 「電力ビル前」バス停から徒歩2分。
  - 仙台駅のバス乗り場参照。
- 駐車場
  - 契約駐車場18ヶ所
- 駐輪場
  - 青葉通地下自転車等駐車場[20] より徒歩1分。